# Robert Aymar
Robert Aymar (Orano, 23 marzo 1936 – Sainte-Foy-lès-Lyon, 23 settembre 2024) è stato un fisico francese, direttore generale del CERN dal 2004 fino alla fine del 2008.

## Biografia
Studiò all'École polytechnique. Nel 1959 entrò al Commissariat à l'énergie atomique et aux énergies alternatives (CEA), l'ente francese per l'energia atomica. Diresse il Tore Supra, il tokamak francese, dal concepimento nel 1977 fino all'avvio nel 1988 e durante questo periodo studiò la fisica dei plasmi e le sue applicazioni per la fusione nucleare. Nel 1990 fu nominato direttore della "Direzione delle scienze della  materia" alla CEA ed in questa posizione impose un ampio raggio di programmi di ricerca, sia sperimentali sia teorici, comprendenti astrofisica, fisica delle particelle, nucleare e fisica ad alta energia, paleo-climatologia e fusione termonucleare. Nel luglio 1994 fu nominato direttore  del reattore termonucleare sperimentale internazionale (ITER), carica ricoperta fino alla fine del 2003, prima di ottenere la posizione di direttore generale del CERN.